# Саку (волость)
Са́ку (ест. Saku vald) — волость на північному заході Естонії в повіті Гар'юмаа. Адміністративний центр — селище Саку. Кількість населення — 8551 чол. (2008).

## Історія
Заснована в 1866 році.

## Адміністративно-територіальний поділ
У складі волості 2 селища:
Саку, Кійза
та 19 сіл:
Йялгімяе, Каземетса, Канама, Каямаа, Кірдалу, Куртна, Локуті, Метсанурме, Мянніку, Рагула, Рообука, Саустінимме, Соокаера-Метсанурга, Тагаді, Таммейярве, Таммемяе, Тидва, Тянассілма, Юкснурме, Юуліку.